# Salsifí
El salsifí, barbeta o barba de cabra (Tragopogon porrifolius) és una planta silvestre i conreada de la família de les asteràcies, molt semblant a l'escurçonera de nap (Scorzonera hispanica), amb la qual sovint es confon. Les dues plantes tenen l'origen a la regió mediterrània.

## Descripció
Planta bianual, el primer any fa una roseta de fulles llargues, primes i acuminades de color glauc. El segon any floreix fent un capítol de flors ligulades i vistoses de color porpra. Fructifica en aquenis dotats d'un papus de pèls plomosos que justifiquen el nom científic Tragopogon que en grec significa «barba de cabra», mentre que el nom de l'espècie, porrifolius, significa 'fulles de porro' en llatí. L'arrel fa uns 30 cm de llarg i el seu interior és d'un color groc blanquinós cosa que la diferencia de l'escurçonera que és d'arrel blanca en l'interior.

## Conreu
Està en decadència actualment, ja que es prefereix l'escurçonera. Es sembra directament a la tardor o primavera, els primers dies després de néixer és molt delicada pel que fa a competència amb les males herbes. Li agraden les terres corrents en la regió mediterrània és a dir més aviat bàsiques amb bon contingut en calç. Les arrels són delicades d'arrencar, ja que els mercats les volen senceres i són bastant llargues.

## Usos
Molt típica de la cuina francesa. Té un gust especial, com d'ostra. Es fa servir en sopes, amanides i plats guisats. Conté inulina en lloc de midó. Alt contingut en calci, ferro i vitamina C.